# Steatoda vaulogeri
Steatoda vaulogeri är en spindelart som först beskrevs av Simon 1909.  Steatoda vaulogeri ingår i släktet vaxspindlar, och familjen klotspindlar.
Artens utbredningsområde är Vietnam. Inga underarter finns listade i Catalogue of Life.